# Permanent International Commission for Navigation Congresses
PIANC (Permanent International Commission for Navigation Congresses) is een internationale, non-politieke technische organisatie op het gebied van scheepvaart, havens en vaarwegen. PIANC houdt zich bezig met ontwerp, aanleg en instandhouding van havens en vaarwegen (met inbegrip van oevers en kusten)en met baggeren en milieuproblematiek, voor zowel zee- als binnenvaart en recreatievaart. PIANC vormt een netwerk van technische experts over de hele wereld. Het belang van duurzame ontwikkeling staat voorop bij het formuleren van technische oplossingen. Het motto van PIANC is: Navigation, Ports, Waterways.

## Historie
PIANC is opgericht in 1885 en is daarmee een van de oudste internationale organisaties. Het doel was destijds het organiseren van congressen, waar de uitwisseling van technische kennis kon plaatsvinden, vandaar de oorspronkelijke naam Permanent International Commission for Navigation Congresses, die nu teruggebracht is tot het acronym PIANC met de toevoeging The World Association for Waterborne Transport Infrastructure. PIANC organiseert eens in de vier jaar een groot, internationaal congres. Daarnaast vallen de COPEDEC Conference, SMART Rivers Conference en Mediterranean Days onder de PIANC-paraplu. Werkgroepen en studiecommissies rapporteren over concrete technische problemen in publicaties, die internationaal als normstellend gelden. De nationale afdelingen organiseren hun eigen activiteiten. Een aantal afdelingen kent speciale activiteiten voor young professionals.

## Samenstelling
De organisatie kent individuele, groeps- of bedrijfsleden en studentenleden. De ledenlijst telt ruim 2500 namen uit meer dan 40 verschillende landen van over de hele wereld. De Nederlandse Afdeling is met zo’n 200 leden een van de grote secties. 